# 양평초등학교
양평초등학교는 대한민국 경기도 양평군 양평읍에 있는 공립 초등학교이다.

## 학교 연혁
- 1902년 1월 11일: 양근군공립소학교 개교
- 1906년 8월 27일: 공립양근보통학교 개편
- 1909년 5월 20일: 공립양평보통학교로 개칭(학부고시 제5호)
- 1911년 9월 11일: 양평공립보통학교로 설치인가(총독부고시 제231호)[2]
- 1938년 4월 1일 양평서공립심상소학교
- 1941년 4월 1일 양평서공립국민학교
- 1949년 11월 5일: 원덕국민학교 분리 (6학급)
- 1968년 3월 1일: 병설유치원 인가 (1학급)
- 1968년 3월 2일 양평동국민학교 분리 개교
- 1993년 9월 26일: 체육관 신축
- 1996년 3월 1일 양평초등학교로 개칭
- 1997년 7월 4일: 학교급식 실시
- 2009년 9월 1일: 개교 100주년 기념 행사
- 2014년 2월 14일: 101회 졸업 (262명, 총 17,876명)

## 참고 자료
- 양평초등학교 - 한국교육학술정보원 학교알리미